# Тальхайм (Швейцария)
Тальхайм (нем. Thalheim AG) — коммуна в Швейцарии, в кантоне Аргау.
Входит в состав округа Бруг.  Население составляет 733 человека (на 31 декабря 2007 года). Официальный код  —  4117.

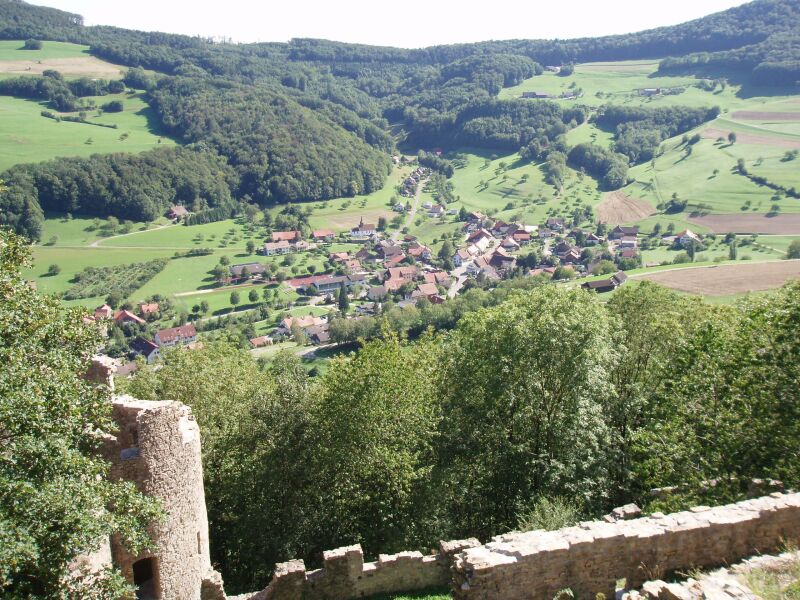
Тальхайм